# Rolf Fricke
Rolf Karl Bruno Franz Fricke (* 26. Juli 1896 in Roßla; † 11. Juni 1988 in Karlsruhe) war ein deutscher Nationalökonom und Hochschullehrer.

## Leben
Rolf Fricke studierte Nationalökonomie bei Ludwig Pohle (1869–1926) an der Universität Leipzig. Am 26. April 1922 wurde er an der Universität Marburg promoviert und studierte anschließend Betriebswirtschaftslehre. 1927 und 1930 habilitierte sich er für Volkswirtschaft sowie Betriebswirtschaft, ab 1933 lehrte er als außerplanmäßiger Professor an der Universität Marburg, 1936/37 als Lehrstuhlvertreter und ab 1939 als Ordinarius für Volkswirtschaftslehre an der Technischen Hochschule Karlsruhe. Zum 1. Januar 1940 trat er der NSDAP bei. 1964 wurde Fricke emeritiert. 1981 gehörte er zu den Unterzeichnern des Heidelberger Manifest.

## Schriften (Auswahl)
- Die Ursachen der Arbeitslosigkeit. Die Arbeitslosigkeit, ein internes Problem der deutschen Wirtschaft. Junker und Dünnhaupt, Berlin 1931, OCLC 39316747.
- Wirtschaftskunde. Eine Grundlegung zur Morphologie der Wirtschaft. Klostermann, Frankfurt am Main 1953, OCLC 38494146.
- Wirtschaftsordnung und Konjunktur. Eine Grundlegung zur dynamischen Konjunkturtheorie. Klostermann, Frankfurt am Main 1958, OCLC 963264091.
- Grundlagen der Produktivitätstheorie. Klostermann, Frankfurt am Main 1961, OCLC 781939554.